# Crkva sv. Jurja u Ogorju Gornjem
Crkva sv. Jurja u selu Ogorju Gornjem, rimokatolička crkva, zaštićeno kulturno dobro

## Opis dobra
Crkva sv. Jurja u Ogorju Gornjem izgrađena je 1855. godine u neoromaničkom slogu. Jednobrodna crkva s pravokutnom apsidom i sakristijom orijentirana je u smjeru istok-zapad, a iznad vrata na glavnom pročelju se nalazi rozeta i trodijelna preslica sa sačuvana dva zvona. Prozori su lučni s vitrajima. Glavni mramorni oltar s tabernakulom podignut je 1898. godine.

## Zaštita
Pod oznakom P-4850 zavedena je kao nepokretno kulturno dobro — pojedinačno, pravna statusa preventivno zaštićena kulturnog dobra, klasificirano kao "sakralna graditeljska baština".